# Jovem Bósnia

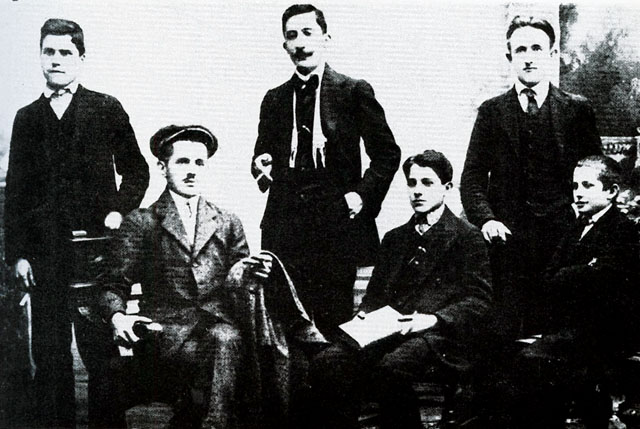
Alguns membros do grupo.

A Jovem Bósnia (em servo-croata Млада Босна / Mlada Bosna) foi um termo usado no Reino dos Sérvios, Croatas e Eslovenos após a Primeira Guerra Mundial para fazer referência a indivíduos, grupos e organizações que fomentavam a relação violenta contra a dominação do Império Austro-Húngaro e a união dos eslavos do sul com a Sérvia, na formação da Iugoslávia.
Foi um grupo cujos adeptos incluíam bósnios, bósnios-croatas e sérvios-bósnios; foi formado na Bósnia e Herzegovina antes da Primeira Guerra Mundial. Duas organizações notáveis são muitas vezes referidas como apoiadoras da Jovem Bósnia: o "Narodna Odbrana" e a "Mão Negra".
Seu mais célebre integrante foi Gavrilo Princip, jovem estudante que matou o arquiduque Francisco Fernando, herdeiro do trono austríaco  que estava em visita à cidade de Sarajevo, na Bósnia. O atentado é geralmente considerado como o estopim da Primeira Guerra Mundial.